# Jan Hřebejk

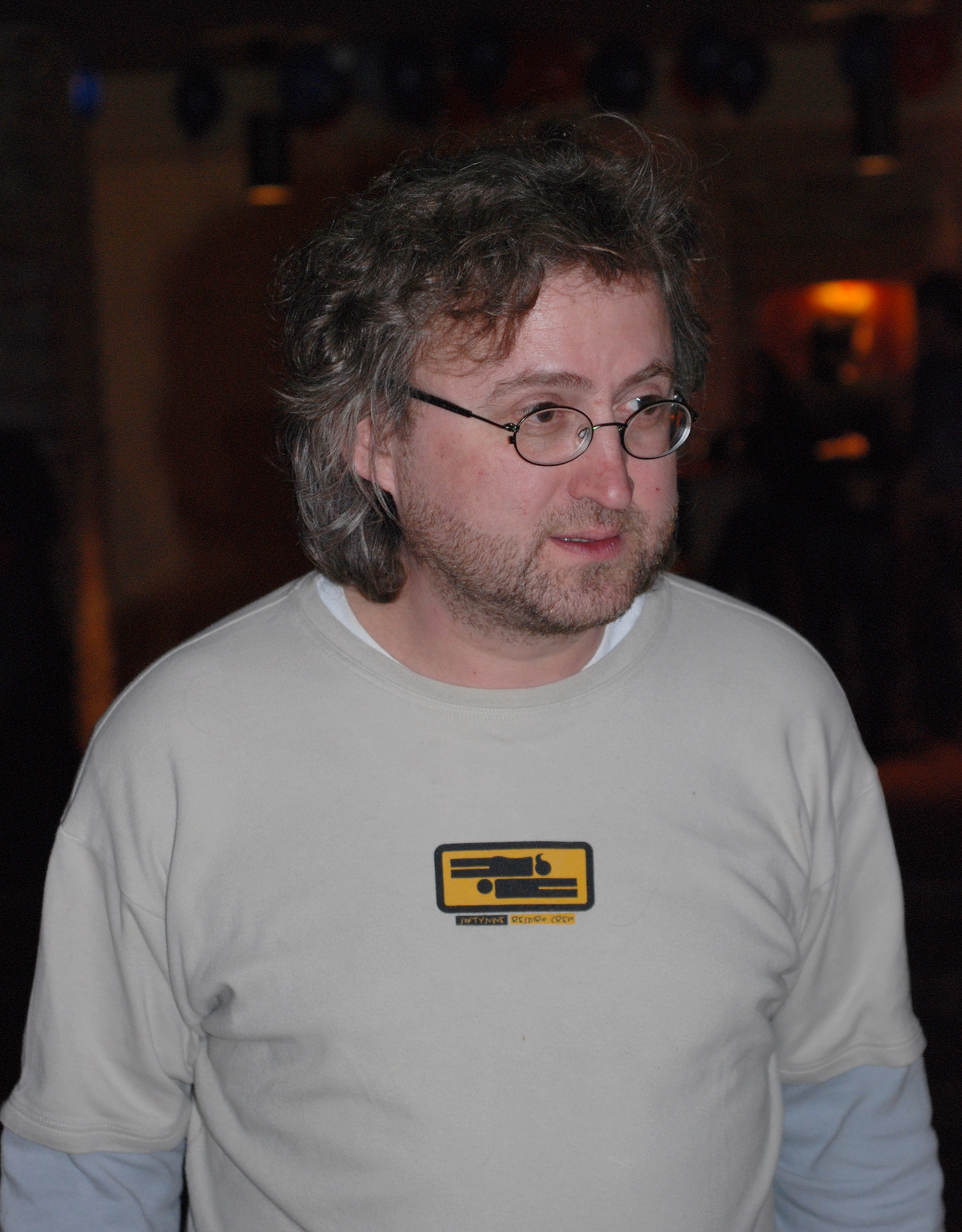
Jan Hřebejk na Noci filmových nadějí v roce 2008

Jan Hřebejk (* 27. června 1967, Praha) je český filmový, televizní a divadelní režisér. Jeho hořkosladké nebo melancholické komedie, které často skládají mozaiku rodinných a vztahových příběhů s ironickým nadhledem a špetkou nostalgie, pravidelně přitahují diváky do českých kin a nezřídka slaví úspěch i v zahraničí. Tyto filmy, zaměřené na „obyčejné lidi“ a jejich pohled na politické, společenské i morální problémy minulosti a současnosti, sice někdy vyvolávají rozporuplné reakce kritiků, ale přesto často sbírají prestižní ceny doma i v zahraničí.
Vystudoval Akademické gymnázium ve Štěpánské ulici a v roce 1991 scenáristiku a dramaturgii na FAMU. Za své filmy získal doposud třikrát Českého lva, a to za tituly Horem pádem, Musíme si pomáhat (nominace na Oscara za nejlepší cizojazyčný film) a Šakalí léta.

## Život a dílo
Jan Hřebejk se narodil v roce 1967 v Praze do úřednické rodiny. Po maturitě na Akademickém gymnáziu ve Štěpánské pracoval rok ve školní družině, protože ho nepřijali na FAMU. Napodruhé  byl přijat na obor scenáristika a dramaturgie (1987–1991). Už jako student natočil koncem osmdesátých let 20. století dva krátké filmy Co všechno chcete vědět o sexu a bojíte se to prožít a L.P. 1948. Krátce nato napsal spolu se spolužákem Petrem Jarchovským scénář ke komedii Pějme píseň dohola, která byla režijním debutem Ondřeje Trojana.
Průlom v jeho kariéře nastal v roce 1993, kdy Hřebejk natočil svůj první celovečerní film – muzikál Šakalí léta, opět podle scénáře Petra Jarchovského. Příběh o nástupu rock and rollu v padesátých letech se stal hitem roku, získal Českého lva a velký divácký ohlas. V roce 1996 natočil dětský televizní seriál Kde padají hvězdy, který se prodal i do zahraničí. Úspěch mu přinesly i krátké povídky pro cyklus Bakaláři, za které získal několik ocenění.
Nejúspěšnější období Hřebejkovy tvorby přichází na přelomu tisíciletí. V osvědčené spolupráci se scenáristou Jarchovským a producentem Ondřejem Trojanem natočil v roce 1999 divácky oblíbenou retrokomedii ze šedesátých let o problémech dospívání a soužití dvou rodin v košířské vilce na pozadí událostí roku 1968 Pelíšky. O rok později následoval oceňovaný film Musíme si pomáhat o manželském páru, který během druhé světové války ukrývá židovského uprchlíka. Snímek získal šest Českých lvů a byl nominován na Oscara za nejlepší cizojazyčný film. Velký úspěch měly i další filmy, například hořká komedie z osmdesátých let Pupendo, vyrovnávající se s morálními dilematy období normalizace prostřednictvím osudu rodiny bohémského sochaře, nebo snímek Horem pádem, který je inspirován americkým filmem Magnolia a jehož hrdinové jsou konfrontováni s negativními jevy polistopadové „nelehké“ doby.
Hřebejkova tvorba nicméně zahrnuje i vážnější morální a společenská témata. Snímek Kawasakiho růže je psychologickým dramatem muže s vysokým morálním kreditem, jehož rodina je konfrontována s jeho odhaleným selháním z bolševické minulosti. V roce 2011 natočil psychologické drama Nevinnost o ženatém lékaři, čelícím falešnému obvinění z pohlavního zneužití mladistvé pacientky. O pět let později vznikl slovensko-český psychologický snímek Učitelka o pedagožce, která si v 80. letech vybuduje síť služeb od žáků i od jejich rodičů. V trilogii Zahradnictví se scenárista Petr Jarchovský inspiroval osudy svých předků z let 1939–1959.
V období mezi natáčením celovečerních filmů se Hřebejk věnuje divadelní režii a režíruje dokumentární filmy, hudební klipy či reklamní spoty. Od roku 2005 provozuje s několika přáteli z uměleckých kruhů vinárnu Bokovka, která se v roce 2015 přestěhovala z původního místa v pražské Pštrossově ulici do Dlouhé č. 37.

## Politické názory a aktivity
Po prezidentských volbách na jaře 2013, ve kterých podporoval Karla Schwarzenberga, řekl v televizi Prima: „Rudá a hnědá prasata táhnou lháře a demagoga na Hrad“; pobouřil tím voliče Miloše Zemana,[zdroj⁠?!] kteří si to vztáhli na sebe,[zdroj⁠?!] ale sám Hřebejk uvedl, koho tím myslel: „Voliče ani podporovatele Miloše Zemana bych nikdy za rudá a hnědá prasata neoznačil, k odlišným názorům mám většinou úctu a nejsem idiot! Ale lidem, kteří pracovali dobrovolně pro StB a ještě koncem 80. let mlátili demonstranty (jako Vladimír Zavadil, který zadal denunciantské inzeráty do Blesku), nebo pracovali jako Městský tajemník KSČ (Miroslav Šlouf), říkám rudí, a novináře sestavující seznamy Židů a Pravdoláskařů (Adam B. Bartoš), těm říkám hnědí.“[zdroj⁠?!]
V červnu 2018 Hřebejk oznámil, že v komunálních volbách bude kandidovat na radnici v Praze 5 za hnutí STAN (přestože v minulosti podporoval KDU-ČSL a ještě rok předtím tvrdil, že do politiky nechce) a to ze čtvrtého místa. Dle Jana Farského je Hřebejk registrovaným příznivcem Starostů; co jej vedlo ke vstupu do politiky, Farský komentovat nechtěl.
K oslavě 80. narozenin bývalého prezidenta Miloše Zemana pořádanou v hotelu Štekl napsal: Propásli jsme možnost vybombardovat hotel Štekl, netvařme se proto překvapeně, až to vezmou (v Evropě) do ruky,“ V rozhovorech pro Aktuálně.cz a Expres.cz následně řekl, že to byla nadsázka.

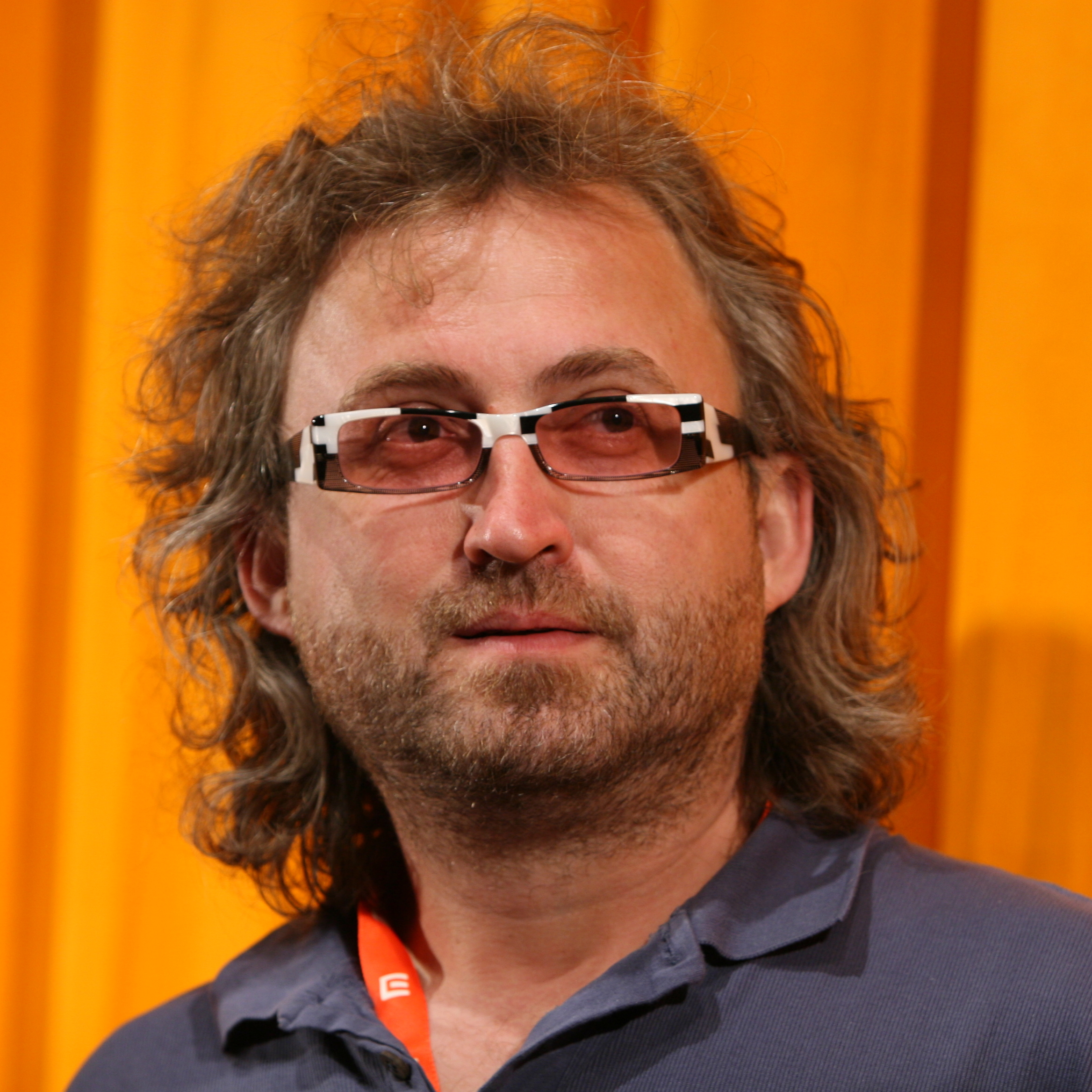
Jan Hřebejk na 43. Mezinárodním filmovém festivalu Karlovy Vary

## Filmová režie
- 1993 – Šakalí léta – Český lev
- 1999 – Pelíšky
- 2000 – Musíme si pomáhat – Český lev
- 2003 – Pupendo
- 2004 – Horem pádem – Český lev
- 2006 – Kráska v nesnázích
- 2007 – Medvídek
- 2008 – U mě dobrý
- 2008 – Nestyda
- 2009 – Kawasakiho růže
- 2010 – Zítra se bude… – film ze záznamu stejnojmenné divadelní opery
- 2011 – Nevinnost
- 2012 – Svatá čtveřice
- 2012 – Odpad město smrt
- 2013 – Líbánky
- 2014 – Zakázané uvolnění
- 2016 – Učitelka
- 2017 – trilogie Zahradnictví s jednotlivými díly Rodinný přítel, Dezertér a Nápadník
- 2024 – Výjimečný stav[9]

## Scénář
- 1990 Pějme píseň dohola (režie Ondřej Trojan)

## Televizní režie
- 1992 Dobročinný večírek
- 1996 Život zpěváka a skladatele Vladimíra Mišíka
- 1996 Jak se žije zpěvnému svědomí národa
- 1996 Kde padají hvězdy, TV seriál
- 1997 Dobrá zpráva
- 1997 Okno
- 1997 Poslední koncert
- 2014 Až po uši, TV seriál
- 2015 Případ pro exorcistu, minisérie
- 2015 Místo zločinu Plzeň, TV seriál
- 2016 Pět mrtvých psů, minisérie
- 2018 Rédl, TV seriál
- 2019 Živé terče, minisérie
- 2021 Boží mlýny, TV seriál
- 2021 Iveta, slovenský seriál
- 2022 Pozadí událostí – TV seriál

## Divadelní režie
- 1997 Nebezpečné vztahy (Divadlo pod Palmovkou)
- 2000 Výstřely nad Broadwayi (Divadlo pod Palmovkou)
- 2002 Amadeus (Divadlo pod Palmovkou)
- 2005 Manželské vraždění (Divadlo Na Jezerce)
- 2006 Na dotek (Divadlo Na Jezerce)
- 2007 Kumšt (Divadlo Na Jezerce)
- 2010 Musíme si pomáhat (Divadlo Na Jezerce)
- 2013 Práskni do bot (Divadlo Na Jezerce)
- 2018 Je úchvatná! (Divadlo Na Jezerce)
- 2024 Narozeniny (Divadlo Mír)